# T3-1043

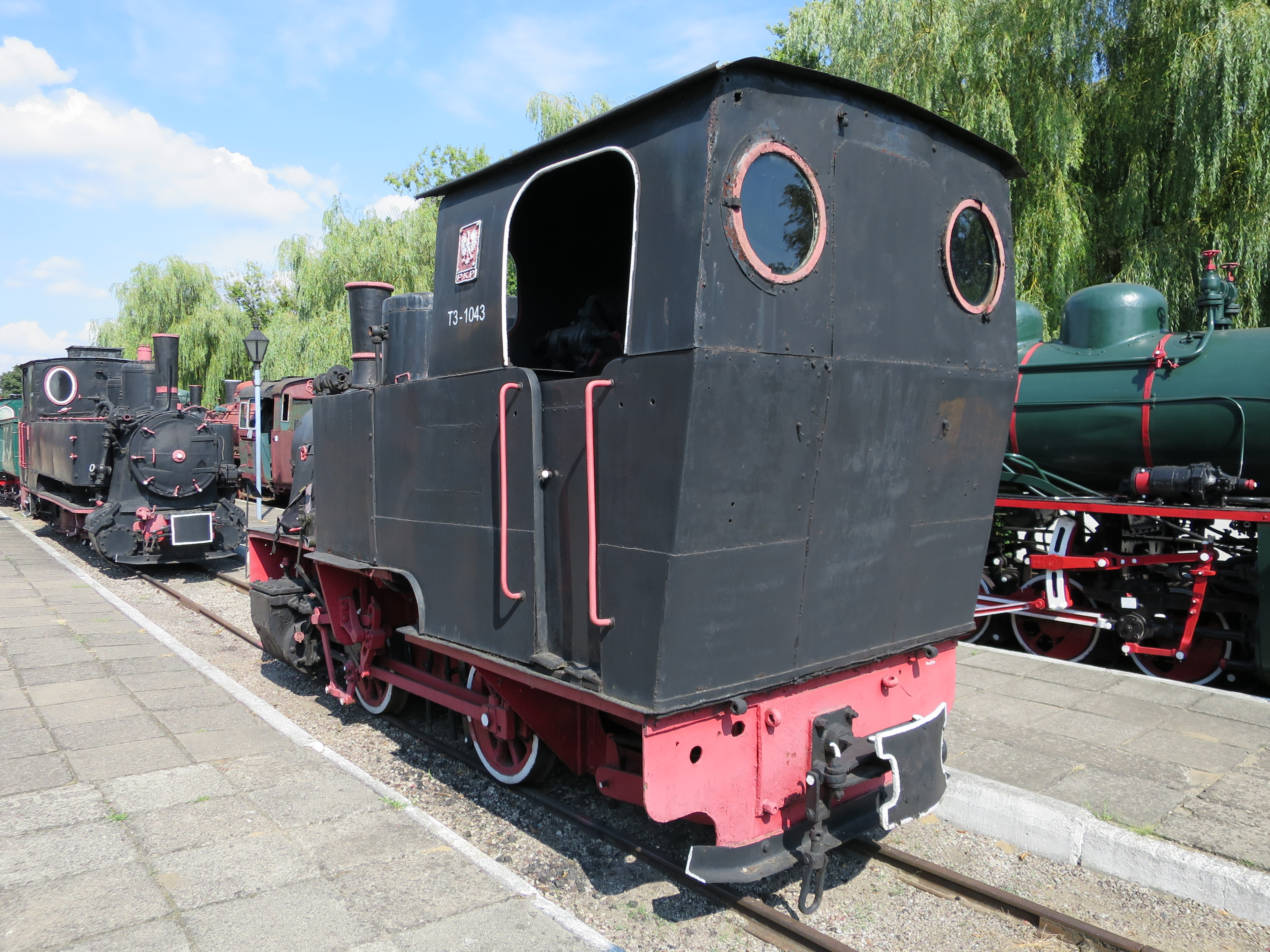
T3-1043

T3-1043 – przemysłowy parowóz wąskotorowy, zbudowany w 1943 roku w zakładach Budich we Wrocławiu z numerem fabrycznym 931, używany na kolejach PKP, zachowany jako eksponat muzealny. Tendrzak o układzie osi B, na tor o rozstawie szyn 750 mm, w polskiej służbie wyposażony w tender pomocniczy. Po 1961 roku zaliczony do serii PKP T4, lecz pozostał ze starym oznaczeniem. Drugim parowozem takiego samego typu używanym w Polsce był T3-1044 (nr fabryczny 932).

## Budowa
Lokomotywy te należały do serii małych tendrzaków wyprodukowanych w 1943 roku przez Fabrykę Maszyn i Lokomotyw Budich (dawniej Smoschewer) we Wrocławiu-Kuźnikach (ówcześnie Breslau-Schmiedefeld) dla niemieckich wojskowych kolei polowych i przemysłu. Budowano je w wersjach na tor szerokości 600 mm i 750 mm. Parowóz o numerze fabrycznym 931 początkowo pracował na kolei węglowej (Kohlenbahn AG) w Reichenau (obecnie Bogatynia).

## Eksploatacja
Po objęciu przez Polskę Ziem Odzyskanych, parowozy o numerach fabrycznych 931 i 932 zostały w 1945 roku odnalezione w parowozowni w Trzebnicy i przejęte przez Polskie Koleje Państwowe. Parowóz 931 był w dobrym stanie technicznym i wszedł od razu do służby na uruchomionej w lipcu 1945 roku, odbudowywanej ze zniszczeń Wrocławskiej Kolei Dojazdowej. W celu zwiększenia zasięgu przebudowano go, dostosowując do współpracy z tendrem pomocniczym (zastępując skrzynię węglową z tyłu budki drzwiami). Wyremontowano następnie także drugi parowóz, który pozostał tendrzakiem. Wkrótce jednak zostały skierowane do manewrów stacyjnych i obsługi bocznic na tej kolei, do czego się lepiej nadawały. W 1947 roku otrzymały oznaczenia PKP serii T3: T3-1043 (nr 931) i T3-1044 (nr 932). W 1949 roku T3-1043, a w 1950 roku T3-1044 przeszły naprawę główną w Warsztatach Kolejowych Wrocław-Nadodrze.
Oba parowozy skierowano następnie na otwartą 20 maja 1951 roku Kolej Bogatyńską do parowozowni Bogatynia, jako jej podstawowe lokomotywy,  przy tym T3-1044 był tam używany już od 1950 roku, przy budowie nowego odcinka linii, a T3-1043 został tam przesłany z Trzebnicy w 1952 roku. W 1961 roku, w związku ze zmianą przepisów o oznaczeniach, lokomotywy zaliczono do serii PKP T4 i formalnie zmieniono ich numery inwentarzowe na 1062 i 1063, jednakże w praktyce nie doszło do tej zmiany, a jedynie na parowozie T3-1044 przemalowano serię na T4-1044. Ze zdjęć wynika, że drugi parowóz w 1977 roku już po odstawieniu nosił namalowane oznaczenie: T 1043. 
Po likwidacji Kolei Bogatyńskiej w 1964 roku, parowóz 1043 został przeniesiony na Kujawskie Koleje Dojazdowe do Gniezna, a w 1967 roku do Krośniewic, lecz istnieją w publikacjach rozbieżności co do dat. Służył głównie jako manewrowy i do pociągów gospodarczych, ewentualnie dzięki posiadaniu tendra jeździł z pociągami do Ostrów i obsługiwał bocznicę cukrowni. W 1971 roku został wycofany ze służby i odstawiony w zapasie. Został następnie 22 października 1976 przekazany do dyspozycji Muzeum Kolejnictwa w Warszawie. Przez pewien czas stał na terenie lokomotywowni Warszawa Odolany, po czym został przekazany bez tendra do Muzeum Kolei Wąskotorowej w Sochaczewie, gdzie obecnie znajduje się na ekspozycji.
Parowóz 1044 został w 1964 roku przeniesiony na Kolej Hrubieszowską, do parowozowni w Werbkowicach, a następnie na Kolej Zwierzyniecką. W 1969 roku został przekazany do Ełku, a 7 lipca 1971 roku został skreślony z inwentarza, po czym złomowany.
| Numer fabryczny/rok | oznaczenia: do 1947 | 1947-1960 | od 1961                                 | los                       |
| ------------------- | ------------------- | --------- | --------------------------------------- | ------------------------- |
| Budich 931/1943     | ?                   | T3-1043   | T4-1062 (formalnie, faktycznie T3-1043) | wycofany w 1971, eksponat |
| Budich 932/1943     | ?                   | T3-1044   | T4-1063 (formalnie, faktycznie T4-1044) | skasowany w 1971          |

## Konstrukcja
Wąskotorowy tendrzak, o układzie osi B, z silnikami bliźniaczymi na parę nasyconą (Bn2t). Budka maszynisty z drzwiami połówkowymi po bokach oraz dorobionymi w polskiej służbie drzwiami w tylnej ścianie i mostkiem do tendra. Zapas wody 2,2 m³ (lub 2,5 m³) mieścił się w zbiorniku w ostoi oraz skrzyniach po bokach kotła, zapas węgla wynosił 0,6 t i mieścił się w tylnej skrzyni i być może skrzyniach bocznych.
Kocioł płomieniówkowy ze stalową skrzynią ogniową. Na kotle umieszczony zbieralnik pary i piasecznica. Piasecznica o napędzie ręcznym podawała piasek pod oba zestawy kołowe. W zbieralniku znajdowała się zaworowa przepustnica pary z napędem wewnętrznym. Zawory bezpieczeństwa kotła typu Pop-Coale. Zasilanie w wodę za pomocą inżektorów Friedmanna o wydajności 120 l/min. Parowóz wyposażony w eżektor parowy z elastycznym wężem do uzupełniania wody ze zbiorników zewnętrznych.
Ostoja z blach o grubości 10 mm. Czołownice wyposażone w długie zderzaki centralne ze sprzęgiem orczykowym. Odsprężynowanie górne z trzema punktami podparcia. Koła miały średnicę 725 mm, a rozstaw osi wynosił 1600 mm. Parowóz mógł pokonywać łuki o promieniu 25 m. Nacisk osi wynosił 9,5 t.
Bliźniacze silniki parowe na parę nasyconą z suwakami płaskimi, umieszczone były horyzontalnie i napędzały drugą oś poprzez jednoprowadnicowe krzyżulce i korbowody. Zastosowano mechanizm parorozdzielczy Heusingera z nawrotnicą dźwigniową. Cylindry silnika były smarowane smarotłocznią Boscha. Hamulec ręczny dźwigniowy, umocowany na tylnej ścianie budki, działał na obie osie. Parowóz posiadał oświetlenie naftowe, następnie zamienione na elektryczne, zasilane z turbozespołu 24V.
W polskiej służbie parowóz nr 1043 pracował z czteroosiowym tendrem serii Pt4x pochodzenia austriackiego od parowozu wojskowego, o pojemności 4,8 m³ wody i 1,04 t węgla, o rozstawie osi 2120 mm i masie służbowej 11 ton. Pod koniec eksploatacji pracował z tendrem dwuosiowym.